# چاکتاو (آرکانزاس)
چاکتاو (به انگلیسی: Choctaw) یک منطقهٔ مسکونی در ایالات متحده آمریکا است که در شهرستان ون بیورن، آرکانزاس واقع شده‌است. چاکتاو ۱۶۷٫۰۳ متر بالاتر از سطح دریا واقع شده‌است.